# Julio César Turbay Ayala
Julio César Turbay Ayala (Bogotà, 18 giugno 1916 – Bogotà, 13 settembre 2005) è stato un politico colombiano.

## Biografia

### Famiglia ed educazione
Suo padre, Antonio Amin Turbay, era un emigrato di origini libanesi, mentre sua madre, Rosaura Ayala, era originaria della Cundinamarca. Iniziò gli studi presso l'Instituto San Bernardo De la Salle di Bogotà, un istituto di educazione maschile retto dai Fratelli delle scuole cristiane, proseguì presso la Escuela Nacional de Comercio ed infine nel Colegio Universitario dove ottenne un baccellierato. La sua formazione ufficiale si arrestò per continuare lungo un altro percorso, più spiccatamente autodidatta, sotto l'egida di sua sorella Hortensia. Fu a causa di questo percorso 'informale' che Turbay Ayala giunse alla Presidenza senza possedere un titolo di laurea. Tuttavia ha successivamente ottenuto diverse lauree honoris causa in diritto e scienze politiche da svariate istituzioni accademiche come l'Università del Cauca, l'Universidad del Rosario o la Universidad Jorge Tadeo Lozano di Bogotà.